# Middelsom Herred
Middelsom Herred hed i Kong Valdemars Jordebog Mæthælsholmhæreth (senere form: Mejlsom), og hørte i middelalderen til Ommersyssel; Senere kom det under Hald Len og fra 1660 Hald Amt; I 1794 kom herredet under det da oprettede Viborg Amt (før 1970). Middelsom Herred grænser mod
nord og nordvest til Sønderlyng Herred og Nørlyng Herred, ved Nørreå, mod sydvest til Lysgård Herred, mod syd til Houlbjerg Herred og mod øst til Randers Amt (Galten Herred), hvorfra det skilles ved Gudenå. 
I  herredet ligger følgende sogne:
- Bjerring Sogn – Bjerringbro Kommune
- Bjerringbro Sogn – Bjerringbro Kommune
- Grensten Sogn – Langå Kommune
- Helstrup Sogn – Langå Kommune
- Hjermind Sogn – Bjerringbro Kommune
- Hjorthede Sogn – Bjerringbro Kommune
- Langå Sogn (Langaa) – Langå Kommune
- Lee Sogn – Bjerringbro Kommune
- Mammen Sogn – Bjerringbro Kommune
- Skjern Sogn – Bjerringbro Kommune
- Sønder Rind Sogn (Trap 3. udgave bind 4.: "Rind Sogn") – Viborg Kommune
- Sønder Vinge Sogn – Hvorslev Kommune
- Torup Sogn – Langå Kommune
- Ulstrupbro Sogn – Hvorslev Kommune
- Vester Velling Sogn – Hvorslev Kommune
- Vindum Sogn – Bjerringbro Kommune
- Vinkel Sogn – Viborg Kommune
- Øster Velling Sogn – Langå Kommune

## Eksterne kilder og henvisninger
- Middelsom Herred i J.P. Trap: Kongeriget Danmark, udarbejdet af H. Weitemeyer (3. udgave, 4. bind 1901)

56°24′0.12″N 9°44′56.37″Ø / 56.4000333°N 9.7489917°Ø